# Stefano Barrera
Stefano Barrera (Siracusa, 12 gennaio 1980) è uno schermidore italiano, specializzato nel fioretto.
Sin da piccolo, ha svolto l'attività schermistica presso il Club Scherma Siracusa, allenato dal maestro Cannarella, e ha dimostrato il suo talento vincendo due volte la fase nazionale del Gran Premio Giovanissimi-Renzo Nostini. È membro del Centro Sportivo dell'Arma dei Carabinieri, ma si è allenato per anni presso la società "A.S. Frascati Scherma", fino al 2007/2008 con il maestro Salvatore Di Naro e poi con il maestro Fabio Galli.
La sua carriera è stata costellata da numerosi incidenti e infortuni, che però non gli hanno impedito di ottenere risultati notevoli.
Non si è qualificato per le Olimpiadi di Pechino poiché in quella edizione non si è tenuta la gara di fioretto maschile a squadre, e dunque a ogni nazione era permesso inviare solo due fiorettisti. In quella competizione è stato comunque convocato dalla federazione come sparring partner di Andrea Baldini e Salvatore Sanzo.Nonostante la mancata partecipazione olimpica, ha comunque vinto l'oro mondiale a squadre nello stesso anno, e anche nel successivo. Nel 2010, ai Campionati Italiani Assoluti, vince l'oro sia individuale che a squadre nella sua città d'origine. La finale svolta al Teatro greco di Siracusa contro il fiorettista Andrea Baldini, è spettacolo puro e il pubblico siracusano partecipa notevolmente.
Dopo essersi ritirato dall'attività agonistica, ha iniziato ad insegnare scherma presso il Frascati Scherma e in seguito con il Club Scherma Siracusa, dove aveva iniziato a tirare.

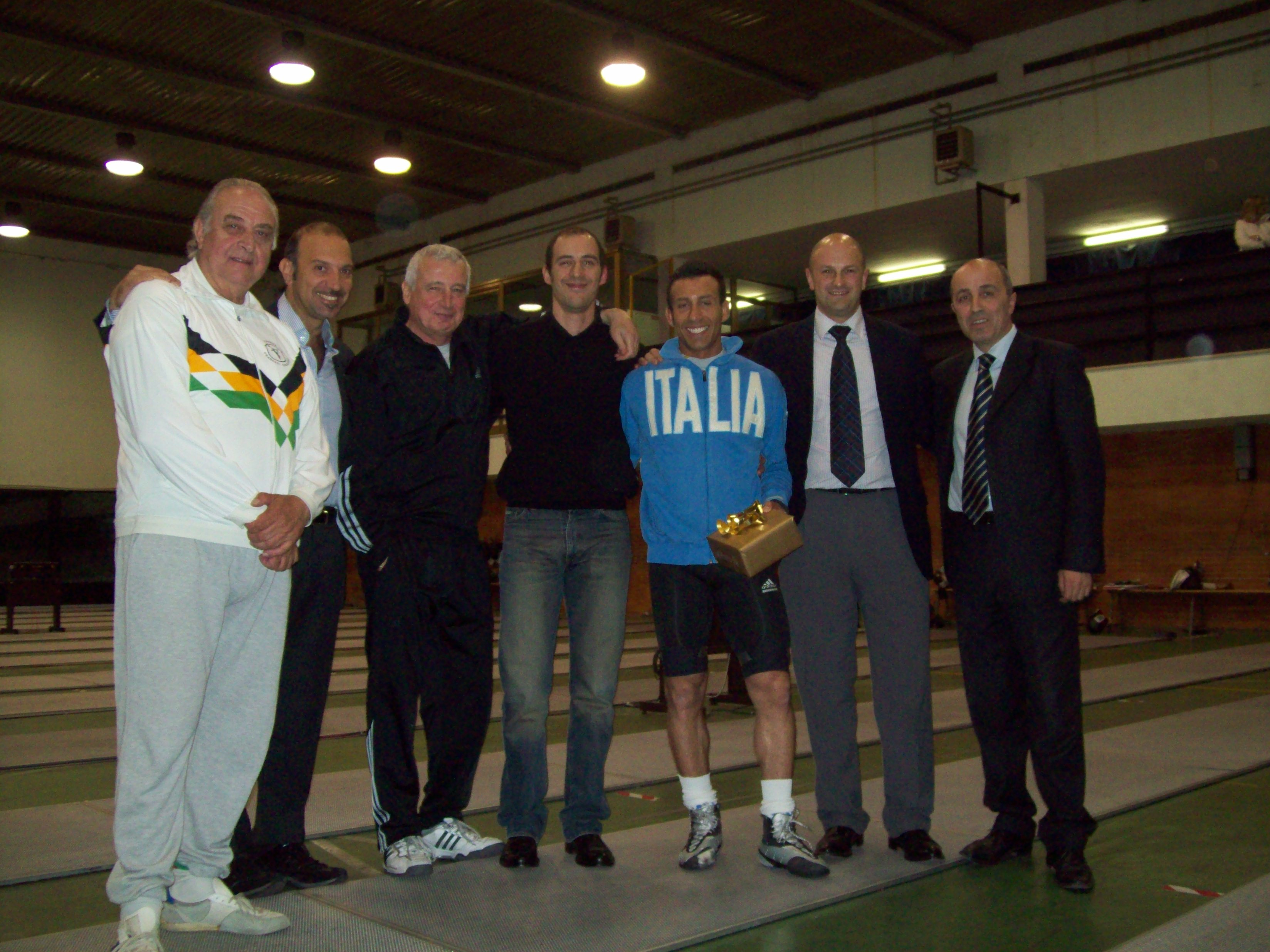
L'ASD Frascati consegna un premio a Stefano Barrera (terzo da destra), dopo la sua vittoria ai mondiali del 2008. È presente il suo maestro Sasà Di Naro (primo da sinistra)

## Palmarès

### Risultati élite
In carriera ha ottenuto i seguenti risultati:
Mondiali
Individuale
- Bronzo nel fioretto a Torino 2006

A squadre
- Oro nel fioretto a Pechino 2008
- Oro nel fioretto ad Antalia 2009
- Argento nel fioretto a Parigi 2010

Giochi mondiali militari
Individuale
- Bronzo nel fioretto a Catania 2003

A squadre
- Oro nel fioretto a Catania 2003

Mondiali militari
Individuale
A squadre
- Argento nel fioretto a Berna 2002

Europei
Individuale
A squadre
- Oro nel fioretto a Kiev 2008
- Oro nel fioretto a Plovdiv 2009
- Bronzo nel fioretto a Gand 2007

Campionati italiani
Individuale
- Oro nel fioretto a Tivoli 2009
- Oro nel fioretto a Siracusa 2010
- Argento nel fioretto a Conegliano Veneto 2002
- Argento nel fioretto a Napoli 2007
- Bronzo nel fioretto a Livorno 2011

A squadre
- Oro nel fioretto a Roma 2003
- Oro nel fioretto a Padova 2004
- Oro nel fioretto a Assisi 2005
- Oro nel fioretto a Torino 2006
- Oro nel fioretto a Napoli 2007
- Oro nel fioretto a Jesi 2008
- Oro nel fioretto a Tivoli 2009
- Oro nel fioretto a Siracusa 2010
- Argento nel fioretto a Conegliano Veneto 2002
- Bronzo nel fioretto nel 2000
- Bronzo nel fioretto a Livorno 2011

### Risultati giovani
Mondiali giovanili
Individuale
- Bronzo nel fioretto a Valencia 1998

A squadre
- Bronzo nel fioretto a Valencia 1998

Mondiali cadetti
Individuale
- Argento nel fioretto a Tournai 1996
- Argento nel fioretto a Tenerife 1997

Europei giovani
Individuale
A squadre
- Oro nel fioretto a Porto 1999